# 安河畔塞里耶尔
安河畔塞里耶尔（法語：Serrières-sur-Ain，法語發音：[sɛʁjɛʁ syʁ ɛ̃]）是法国东部安省的一个市镇，属于楠蒂阿区。

## 地理
安河畔塞里耶尔（46°9'10"N, 5°27'4"E）面积8.18 平方千米，位于法国奥弗涅-罗讷-阿尔卑斯大区安省，该省份为法国东部省份，北起汝拉省，西北接索恩-卢瓦尔省，西接罗讷省和里昂大都会，南至伊泽尔省，东与萨瓦省、上萨瓦省和瑞士接壤。
与安河畔塞里耶尔接壤的市镇（或旧市镇、城区）包括：博洛宗、沙勒拉蒙塔涅、欧特库尔-罗马内什、莱萨尔、蓬桑。

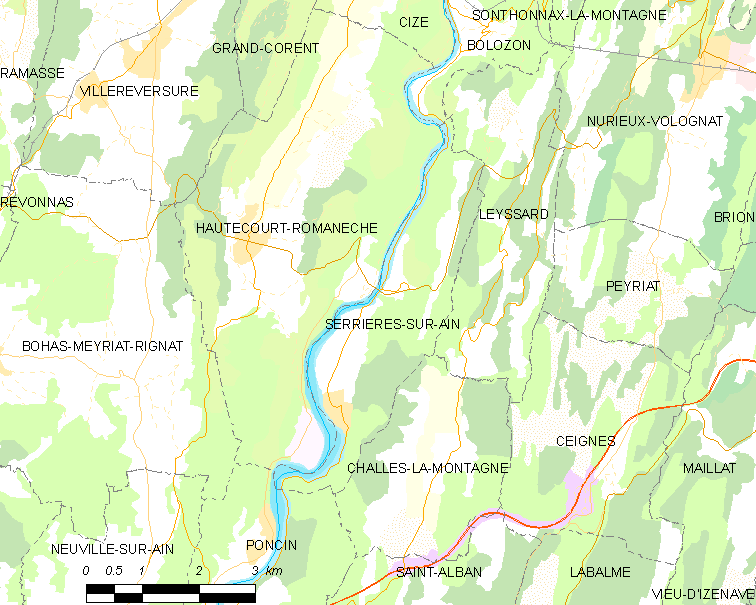
安河畔塞里耶尔的OSM定位图

安河畔塞里耶尔的时区为UTC+01:00、UTC+02:00（夏令时）。

## 行政
安河畔塞里耶尔的邮政编码为01450，INSEE市镇编码为01404。

## 政治
安河畔塞里耶尔所属的省级选区为蓬丹县、canton of Izernore。

## 人口

1962-2008年间安河畔塞里耶尔人口变化图示

安河畔塞里耶尔于2022年1月1日时的人口数量为135人。